# Архиепископија западноевропских парохија руске традиције
Архиепископија западноевропских парохија руске традиције (рус. Архиепископия западноевропейских приходов русской традиции, фр. Archevêché des paroisses de tradition russe en Europe occidentale) органски је дио Руске православне цркве.
Надлежни архијереј је митрополит Јоан (Ренето), а сједиште архиепископије се налази у Паризу.

## Историја
Претходница садашње Архиепископије западноевропских парохија руске традиције је некадашња Архиепископија православних руских цркава у западној Европи (рус. Архиепископия православных русских церквей в Западной Европе, фр. Archevêché des Églises Orthodoxes Russes en Europe Occidentale) која је била егзархат Цариградске патријаршије у периоду од 1931. до 2018. године. Након укидања тог тзв. руског егзархата од Светог синода Цариградске патријаршије већина „парохија руског предања” (58%) на челу са архиепископом се изјаснила за прелазак под јурисдикцију Руске православне цркве. Архиепископ Јоан (Ренето) примљен је 14. септембра 2019. године под окриље Московске патријаршије са титулом „архиепископ дубњински”.
Патријарашку и синодалну повељу о васпостављању јединства Архиепископије са Руском православном црквом је потписао патријарх московски Кирил у ставропигијалном Даниловом манастиру у Москви, дана 1. новембра 2019. године. Два дана касније на архијерејској литургији у Храму Христа Спаситеља повеља је уручена архиепископу Јоану који је уведен у достојанство митрополита. Тиме је обновљено историјско и канонско јединство Архиепископије западноевропских парохија руске традиције са Московским патријархатом.

## Организација
Одлуком Светог синода Руске православне цркве од 7. октобра 2019. утврђена је канонска организација Архиепископије. Прописано је да Архиепископија задржава своје богослужбене и пастирске посебности које су дио њене традиције, као и историјске посебности у епархијској и парохијској управи. Свето миро добија од патријарха московског. Архиепископија има свој статут (рус. устав), а његове измјене и допуне врше се након добијања сагласности од патријарха и Светог синода.
На челу Архиепископије стоји епархијски архијереј са титулом архиепископа. Бира се тако што Савјет Архиепископије саставља прелиминарни списак кандидата на основу предлога добијених од манастира и парохија. Прелиминарни списак се шаље патријарху који има право да га измијени. Савјет Архиепископије се може сагласити са измијењеним списком и таквог га послати манастирима и парохијама или може одлучити да шаље нови прелиминарни списак на разматрање патријарху. Након што манастири и парохије добију утврђени списак онда бирају своје делегате. Општа скупштина Архиепископије састављена од свештенства и делегата-мирјана бира архијереја у складу са процедуром предвиђеном статутом. Избор архијереја потврђује Свети синод.
Архијереји Архиепископије су пуноправни чланови Помјесног сабора и Архијерејског сабора, а представници свештенства и мирјана се бирају за делегате Помјесног сабора. Епархијски архијереј (архиепископ) може бити члан Светог синода Руске православне цркве као један од пет привремених чланова. Саборске одлуке су обавезне за Архиепископију, а синодске одлуке усаглашене са патријархом се примјењују у Архиепископији водећи рачуна о њеним посебностима. Апелациона инстанца за одлуке црквеног суда Архиепископије је Високи општецрквени суд Руске православне цркве, а судска инстанца за архијереје је Високи општецрквени суд и Архијерејски сабор. Архиепископија има своју финансијску и имовинску аутономију.